# البنية التحتية لتقانة المعلومات

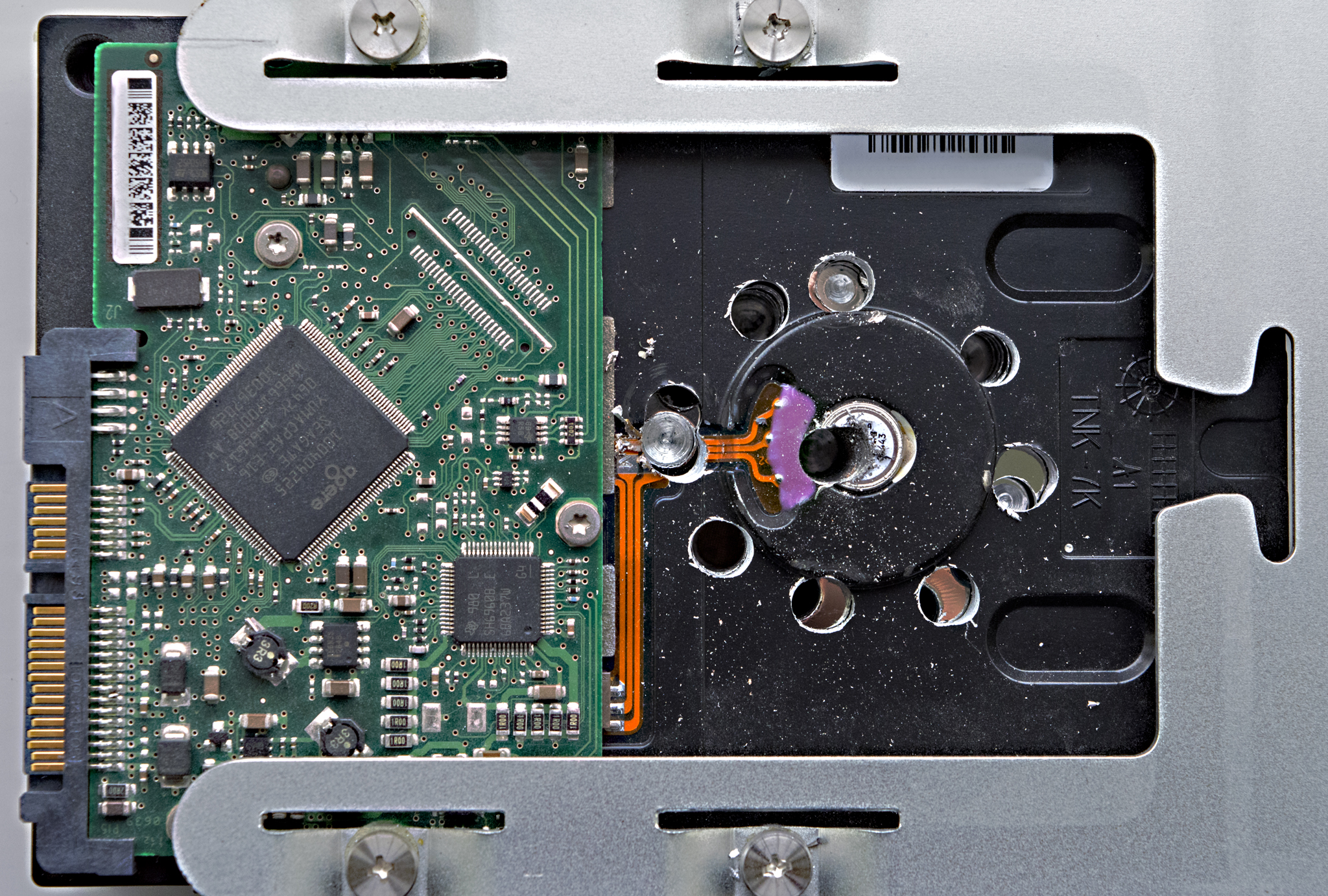
يعد محرك الأقراص الثابتة مثالاً على مكون البنية التحتية لتقانة المعلومات.

البنية التحتية لتقانة المعلومات (بالإنجليزية: IT infrastructure)‏ تُعرَّف البنية التحتية لتقانة المعلومات على نطاق واسع بأنها مجموعة من مكونات تقانة المعلومات (IT) التي تشكل أساس خدمة تقانة المعلومات؛ عادةً ما تكون المكونات المادية (أجهزة ومنشآت الكمبيوتر والشبكات)، والعديد من مكونات البرامج والشبكات. وفقًا لمسرد دورة مكتبة البنية التحتية للمعلوماتية التأسيسي ، يمكن تسمية البنية التحتية لتقانة المعلومات على أنها "جميع الأجهزة والبرامج والشبكات والمرافق وما إلى ذلك، المطلوبة لتطوير خدمات تقانة المعلومات واختبارها وتقديمها ومراقبتها والتحكم فيها ودعمها. يشمل مصطلح البنية التحتية لتقانة المعلومات جميع تقنيات المعلومات ولكن لا يشمل الأشخاص والعمليات والوثائق المرتبطة بها.
في البنية التحتية لتقانة المعلومات يتحمل القادة والمديرون في مجال تقانة المعلومات مسؤولية ضمان عمل كل من الأجهزة المادية وشبكات البرامج والموارد على النحو الأمثل. يتم النظر إلى البنية التحتية لتقانة المعلومات كأساس لأنظمة التقانة الخاصة بالمؤسسة، وهي تلعب دورًا أساسيًا في قيادة نجاحها.